# Stadtpfarrkirche Rottenmann

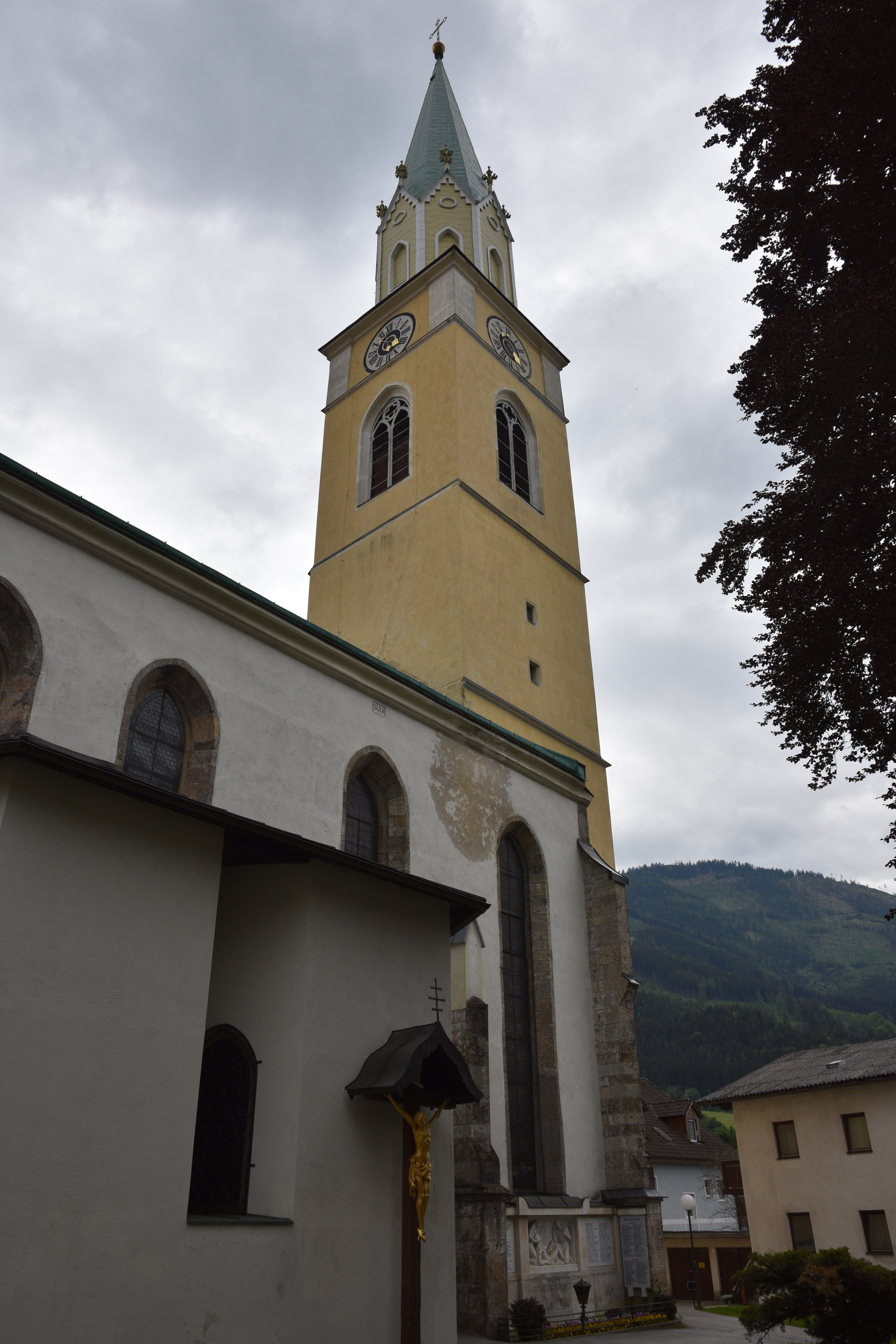
Katholische Stadtpfarrkirche hl. Nikolaus in Rottenmann

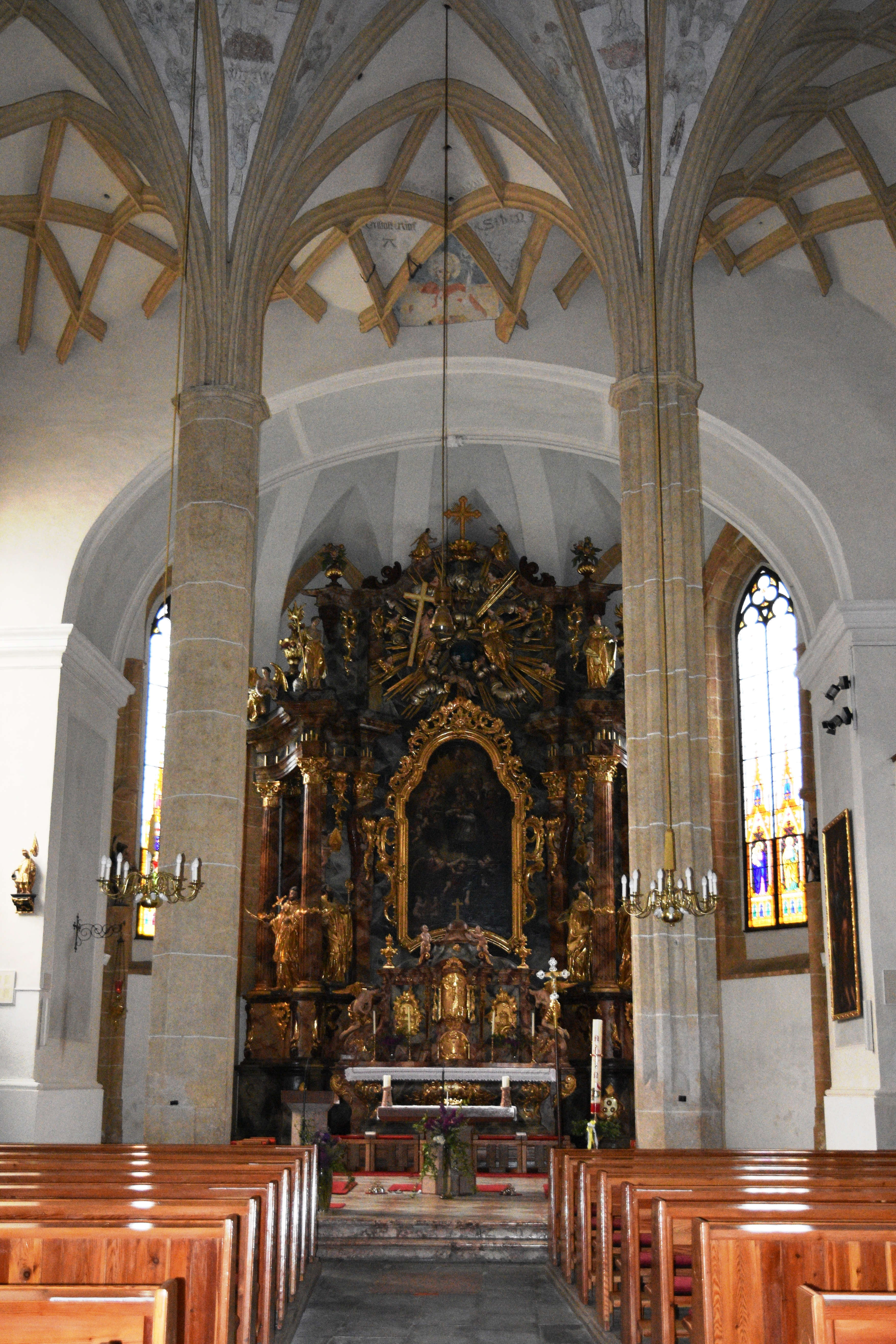
Chor, Blick zum Chorschluss und zum Hochaltar

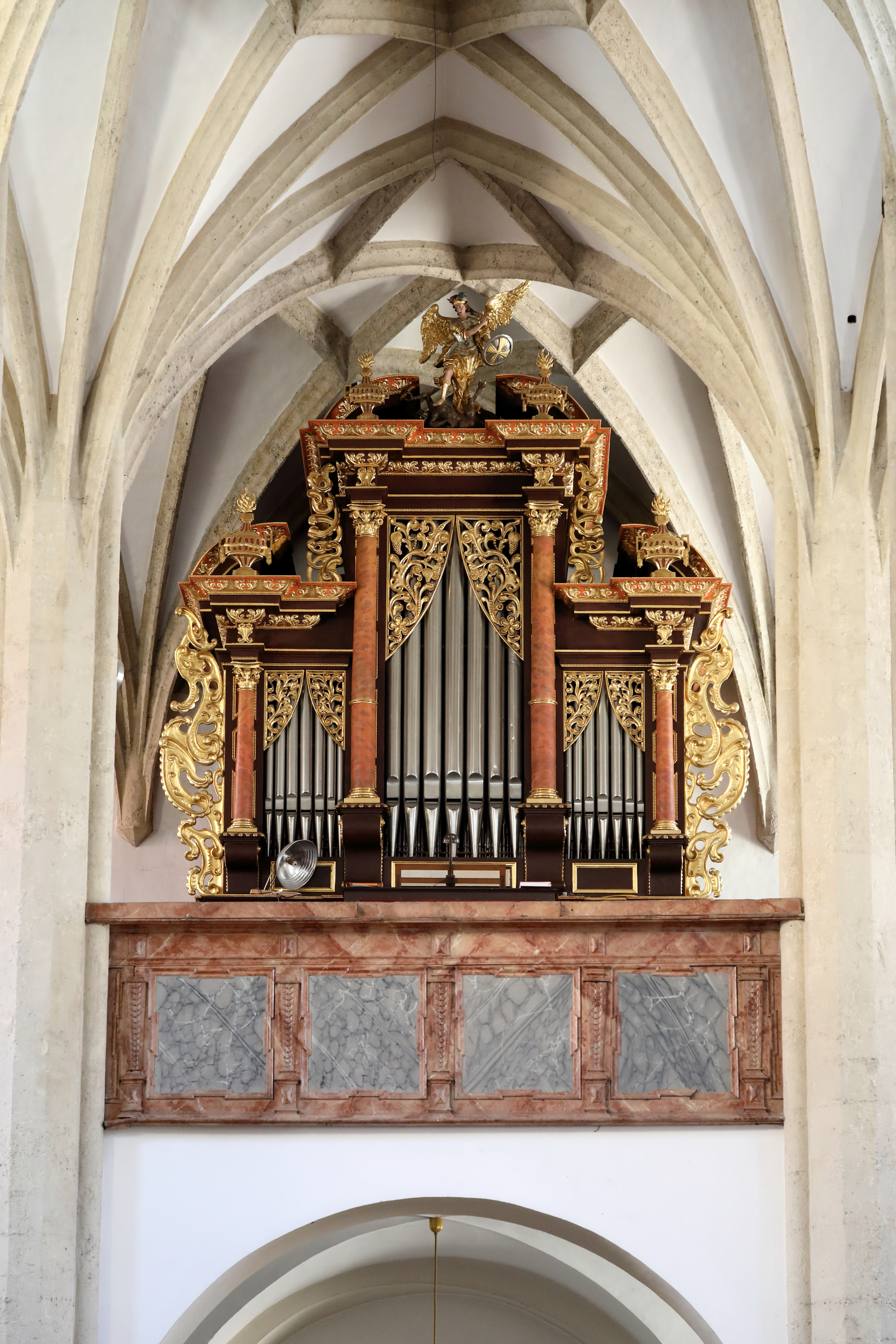
Orgelprospekt

Die Stadtpfarrkirche Rottenmann steht annähernd mittig innerhalb der alten Stadtbefestigung in der Stadtgemeinde Rottenmann im Bezirk Liezen in der Steiermark. Die dem Patrozinium hl. Nikolaus von Myra unterstellte römisch-katholische Pfarrkirche gehört zum Dekanat Admont in der Diözese Graz-Seckau. Die Kirche und der ehemalige Friedhof stehen unter Denkmalschutz (Listeneintrag). Von 1480 bis 1785 diente die Kirche dem Stift Rottenmann der Augustiner-Chorherren auch als Stiftskirche.

## Geschichte
Die erste urkundliche Erwähnung der Kirche findet sich im Jahr 1266 als Filialkirche von Lassing.
Im Jahre 1453 stiftete der Rottenmanner Bürger Wolfgang Dietz Geld für die Errichtung eines Klosters. Nach der Genehmigung durch Papst Calixt III. wurden Augustiner-Chorherren aus Wien nach Rottenmann gerufen. Dem Stift war keine große Zukunft beschert, vor allem in der Reformationszeit hatte es schwer zu leiden. Kaiser Joseph II. hob das Stift schließlich 1785 auf. Die Stiftsherrschaft Rottenmann wurde später von den Eisengewerken Pesendorfer erworben, danach durch Max Ritter von Gutmann, der sie im Zuge des Anschlusses Österreichs an das Deutsche Reich an den Industriellen Flick weiterveräußerte.

## Bau
Zunächst bestand eine kleine romanische Kirche, die 1439 bis 1513 zu dem bis heute bestehenden gotischen Bau umgebaut wurde. Zur Barockzeit wurden einige kleine Um- und Einbauten vorgenommen. An den Seitenaltären der Kirche gibt es drei Altarblätter des Kremser Schmidt, das Hochaltarbild stammt vom Grazer Maler Philipp Carl Laubmann aus dem Jahre 1760. Der Turm der St.-Nikolauskirche ist mit 87,6 m der zweithöchste der Steiermark.

### Turmuhr
1398 spendete der Pfarrer Lienhard für den Turm der romanischen Nikolauskirche eine Turmuhr, welche vermutlich die erste in der Steiermark war.

### Chrissmann-Orgel
Franz Xaver Krismann war der bedeutendste Orgelbauer des 18. Jh. in Österreich. Er baute u. a. die beiden heute Bruckner-Orgel genannten Werke in der Stiftskirche St. Florian, O.Ö., und im Alten Dom zu Linz. Beim Bau der Orgel in der Nikolauskirche ist er am 20. Mai 1795 im Rottenmanner Pfarrhof an Fleckfieber verstorben. Er wurde auf dem 1792 neu errichteten Städtischen Friedhof beigesetzt.

## Pfarrer
Erster urkundlich erwähnter Pfarrer war 1323 Heinrich de Winterthur, der 1333 Bischof von Lavant (Sitz in St. Andrä bei Wolfsberg) wurde.
Im Jahre 1855 wurde die Stadtpfarre zum Dekanat erhoben. Diesem Dekanat gehörten die Pfarren Rottenmann, Selzthal, Liezen, Oppenberg, Lassing, Trieben, Gaishorn und Wald an. Der erste Dechant war Pfarrer Johann Szeker. Im Zuge der Neuordnung der Dekanate wurde 1973 unter dem Dechant Wilhelm Fleiter das Dekanat Rottenmann aufgehoben und dem Dekanat Admont eingegliedert.
Von 1975 bis 2008 wurde die Pfarre von Pfarrer Johann Geier betreut und geleitet. Ihm folgte als Pfarrer Johann Huber nach.